# Rachel Riley
 (octobre 2012).
Rachel Riley (née le 11 janvier 1986 à Rochford, Essex) est une présentatrice de télévision britannique. Depuis le 12 janvier 2009, elle co-présente avec Jeff Stelling et après lui Nick Hewer l'émission anglaise Countdown, où elle vérifie les comptes des candidats. Elle fait également des apparitions dans l'émission humoristique 8 Out of 10 Cats Does Countdown.
Jeff Stelling a été sélectionné pour remplacer Des O'Connor et Rachel Riley, qui a une licence en mathématiques de l'Université d'Oxford, a été choisie pour remplacer Carol Vorderman. Elle a 22 ans et Vorderman avait 21 ans en 1982 quand l'émission a commencé.
En 2013, elle participe à Strictly Come Dancing 11.
En juin 2013, on peut la voir dans l'émission Top Gear (Saison 20, épisode 1) dans la séquence « Star dans voiture à petit budget ».